# ادری فن کرای
ادری فن کرای (انگلیسی: Adrie van Kraay؛ زادهٔ ۱ اوت ۱۹۵۳) بازیکن فوتبال اهل پادشاهی هلند است.
از باشگاه‌هایی که در آن بازی کرده‌است می‌توان به باشگاه فوتبال خنک، باشگاه فوتبال بازل، و باشگاه فوتبال پی‌اس‌وی آیندهوون اشاره کرد.
وی همچنین در تیم ملی فوتبال هلند بازی کرده‌است.